# Muhabbetana subnitescens
Muhabbetana subnitescens is een vlinder van de familie van de dwergmineermotten (Nepticulidae), van de onderfamilie van de Nepticulinae. De wetenschappelijke naam van deze soort is voor het eerst voorgesteld als Trifurcula subnitescens door Edward Meyrick in een publicatie uit 1937.
De soort komt voor in Zuid-Afrika.